# Souvenir per i bastardi di Pizzofalcone
Souvenir per i bastardi di Pizzofalcone è un romanzo giallo dello scrittore italiano Maurizio De Giovanni del 2017.
Il romanzo è il sesto tra quelli ambientati nel commissariato di Pizzofalcone, ma il settimo con protagonista l'ispettore Giuseppe Lojacono.

## Trama
Il commissariato di polizia di Pizzofalcone è allo sbando, quattro agenti implicati nel traffico di droga sono stati incarcerati e sono stati sostituiti dagli "scarti" di altri uffici.
Il nuovo commissario è Luigi Palma, quarantenne con l'interesse esclusivo per il lavoro, incaricato di avviare le pratiche per la chiusura del commissariato.
Giuseppe Lojacono, allontanato ingiustamente dalla sua Sicilia, è il più brillante tra gli ispettori anche se la sua condizione sentimentale è deprimente. Francesco Romano e la giovane agente Alessandra Di Nardo sono stati trasferiti a causa dei loro modi troppo rudi, mentre al raccomandato Marco Aragona è data l'ultima possibilità di restare in polizia.
Della vecchia squadra di Pizzofalcone restano solo l’anziano Giorgio Pisanelli e la quarantenne Ottavia Calabrese, ciascuno con seri problemi familiari. Un gruppo accomunato dal fatto di non avere niente da perdere.
Ethan Wood, un ultracinquantenne statunitense, viene trovato in fin di vita in un cantiere edile di Napoli. L'uomo, che ha sempre vissuto con la madre (attrice del dopoguerra ormai afflitta da demenza) e la sorella Holly; decide di partire per una breve visita a Sorrento, ufficialmente organizzata come ultimo desiderio della madre, è in realtà la ricerca della sconosciuta sorellastra Angela minacciata dalla camorra.

## Edizioni
- Maurizio De Giovanni, Souvenir per i bastardi di Pizzofalcone, Stile Libero Big, Einaudi, 2017,  p. 336, ISBN 978-88-58-42744-6.